# Mesnilomyia calyptrata
Mesnilomyia calyptrata là một loài ruồi trong họ Tachinidae.